# Santa's Slay
Santa's Slay is een Canadees-Amerikaanse komische kerst-horrorfilm uit 2005, geschreven en geregisseerd door David Steiman, met professionele worstelaar Bill Goldberg als de Kerstman.

## Verhaal
Op kerstavond 2005 geniet de Mason-familie van hun kerstdiner wanneer de Kerstman door de schoorsteen komt en ze allemaal doodt, inclusief hun hond. Op zijn slee, aangedreven door een hels rendier, komt hij aan in Santa Hell Township en blijft de lokale bevolking op verschillende manieren vermoorden. In een van zijn bloedbaden vermoordt de Kerstman de bewoners van een plaatselijke stripclub die wordt bezocht door Pastor Timmons, die erin slaagt het bloedbad te overleven. Later vermoordt hij de eigenaar van een winkel waar hij werkt, een tiener genaamd Nicholas Yuleson, die bij zijn grootvader woont, een uitvinder die een kelderbunker heeft gemaakt om Kerstmis te overleven. Als Nicolas zijn grootvader vraagt waarom hij een hekel heeft aan Kerstmis, laat hij hem The Book of Claus zien, waarin de oorsprong van de Kerstman wordt onthuld.
Blijkbaar was de Kerstman het resultaat van Satans conceptie van een maagd: Kerstmis was de "dag van de moord" totdat, in het jaar 1005, een engel, de Kerstman versloeg in een curlingwedstrijd, hem veroordeelt om 1000 jaar kerstcadeaus te bezorgen. Dit betekent dat de Kerstman in 2005 weer vrij zal zijn om te doden. Aangekomen op de plaats delict, wordt Nicholas meegenomen naar het politiebureau voor verhoor. Nadat hij alles aan de politie heeft uitgelegd, keert hij terug naar huis in de auto van zijn vriendin Mary, die met hem in de winkel werkt. De Kerstman steelt een politieauto en jaagt de jongens op, maar ze weten te ontsnappen. Ze gaan naar het huis van Nicolas en gaan de bunker binnen met hun grootvader, met de Kerstman op hun hielen. Nadat ze zijn ontdekt, weten Nicolas en Mac te ontsnappen met een sneeuwscooter, maar hun grootvader wordt overreden en gedood door de Kerstman.
De twee jongens duiken vervolgens onder in een school, in de hoop dat de krachten van de Kerstman zullen eindigen wanneer Kerstmis voorbij is, maar zullen in plaats daarvan gedwongen worden hem te confronteren. Ze staan op het punt te worden gedood door de Kerstman, maar worden gered door hun grootvader, die eigenlijk de engel is die de Kerstman aanvankelijk versloeg, die hem opnieuw verslaat en de Kerstman dwingt om op eerste kerstdag geschenken te bezorgen voor de eeuwigheid. Kerstmis eindigde en zijn krachten verdwenen, dus hij ontsnapte in zijn slee, maar zijn "rendier" wordt gedood door Mac's vader met een bazooka. Pastor Timmons wordt dood aangetroffen in een kerstmanpak en wordt verondersteld de moordenaar te zijn geweest, terwijl in werkelijkheid de echte Kerstman een vlucht naar de Noordpool neemt.

## Rolverdeling
| Acteur           | Personage              |
| ---------------- | ---------------------- |
| Bill Goldberg    | Santa Claus (Kerstman) |
| Douglas Smith    | Nicholas Yuleson       |
| Emilie de Ravin  | Mary McKenzie          |
| Robert Culp      | Grandpa Yuleson        |
| Dave Thomas      | Pastor Timmons         |
| Saul Rubinek     | Mr. Green              |
| Rebecca Gayheart | Gwen Mason             |
| Chris Kattan     | Jason Mason            |
| Fran Drescher    | Virginia Mason         |
| James Caan       | Darren Mason           |

## Trivia
- In de aftiteling speelt de film in op het feit dat Santa een anagram is van Satan.
- De naam "Nicholas Yuleson" is duidelijk een woordspeling van Yule, wat een andere naam is voor Kerstmis, net zoals Sinterklaas een andere naam is voor de Kerstman.
- Het feit dat een albino-bizon als rendier wordt gebruikt om de slee van de Kerstman te trekken, is een verwijzing naar de Indiaanse tarotkaarten: in feite is de witte bizon zowel een symbool van vrede (als hij wordt vergezeld door een vrouw die op zijn rug rijdt) en een personificatie van de duivel (indien alleen vertegenwoordigd).